# شهرستان تل‌عفر
شهرستان تل‌عفر یک شهرستان در عراق است که در استان نینوا واقع شده‌است. شهرستان تل‌عفر ۴٬۴۵۳ کیلومتر مربع مساحت و ۳۰۰٬۸۷۸ نفر جمعیت دارد.